# Ceratostylis platychila
Ceratostylis platychila är en orkidéart som beskrevs av Rudolf Schlechter. Ceratostylis platychila ingår i släktet Ceratostylis och familjen orkidéer.
Artens utbredningsområde är Papua Nya Guinea. Inga underarter finns listade i Catalogue of Life.